# هجدهمین کنفرانس بین‌المللی ایدز (۲۰۱۰)
هجدهمین کنفرانس بین‌المللی ایدز (انگلیسی: XVIII International AIDS Conference, 2010) از هجدهم تا بیست و سوم ژوئیه در وین، اتریش برگزار شد.

## موضوع کنفرانس
موضوع کنفرانس «دانش و تعهد برای عمل» بود. انجمن بین‌المللی ایدز موضوع این کنفرانس را برای تأکید بر ضرورت تعهد جامعه بشری و سازمان‌ها و دوائر بخش دولتی و خصوصی، دانشمندان و مددکاران اجتماعی و به‌کارگیری علم و تجربه و دانش به موضوع «دانش و تعهد برای عمل» انتخاب کرد.

## اعتراض
این کنفرانس با حضور بان کی‌مون دبیرکل سازمان ملل متحد با اشاره به اینکه بودجه کشورهای ثروتمند برای مبارزه با ایدز از ۷/۷ میلیارد دلار در سال ۲۰۰۸ به ۷/۶ میلیارد دلار کاهش یافته است آغاز شد. این کشورها بودجه مصوبه را به دلیل بحران مالی اواخر دهه ۲۰۰۰ قطع کردند. بان کی‌مون اظهار داشت که «برخی از دولتها در حال کاهش بودجه مصوبه خود در مورد ایدز هستند. این باید نگرانی زیادی برای همه ما ایجاد کند. ما باید اطمینان حاصل کنیم که دستاوردهای اخیر ما عوض نشود.»
در ایالات متحده، نگرانی سیاسی این بود کمک‌هایی که داده می‌شود برای نجات بیشترین تعداد جان با حداقل هزینه فراهم شود، و بحثی درگرفته بود که می‌توان با هزینه پولی که برای مبارزه با ایدز کشورها متعهد شده بودند، می‌توانند افراد بیشتری را در زمینه معالجه اسهال و بیماری‌های تنفسی بهبود بخشند. در کنفرانس وین، معترضان گفتند که در هر صورت پیشگیری و درمان ایدز در اولویت قرار دارد. معترضان باراک اوباما را متعهد کردند تا به تعهدات کشورش برای تأمین بودجه مبارزه جهانی علیه ایدز اقدام کند. اریک گوسبی، مدیر مبارزه با ایدز هدف برخی از این اعتراضات قرار گرفت. دزموند توتو اظهار داشت که «از تصمیم (اوباما) برای صرف هزینه کمتری برای درمان بیماران ایدز در آفریقا ناراحت است.» کاخ سفید نیز تأکید کرد اینکه اتحادیه اروپا و سایر دولتهای جهان ۵۸درصد از کل بودجه جهان را که برای مبارزه با ایدز در کشورهای در حال توسعه اختصاص می‌دهند بایستی این کمک‌ها به ایدز یک بسیج همه‌جانبه‌ای را فراهم کند.

## نکات برجسته
برنامه مشترک ملل متحد در زمینه ایدز در همکاری‌شان درخصوص سل تشخیص دادند اکثر افراد مبتلا به اچ آی وی در سرتاسر جهان بر اثر بیماری سل می‌میرند، به همین منظور آنها برنامه ای را اعلام کردند که هدف آن کاهش ۲۰۰۰۰۰ مرگ و میر سالانه ناشی از اچ آی وی و سل به نصف تا سال ۲۰۱۵بود.
سازمان جهانی بهداشت گزارش کرد که اختلافات زیادی در زمینه مراقبت از ابتلاء بین اروپای شرقی و اروپای غربی وجود دارد و خاطرنشان کرد که افزایش عفونت با سرعت بیشتری در شرق به نسبت غرب افزایش می‌یابد.
برنامه عمران ملل متحد و ائتلاف آسیا و اقیانوسیه در زمینه بهداشت جنسی مردان، مطالعه ای را ارائه کردند که جرم انگاری همجنس‌گرایی با افزایش میزان آلودگی به اچ آی وی در آسیا را مرتبط می‌داند.